# Minnesota Democratic-Farmer-Labor Party

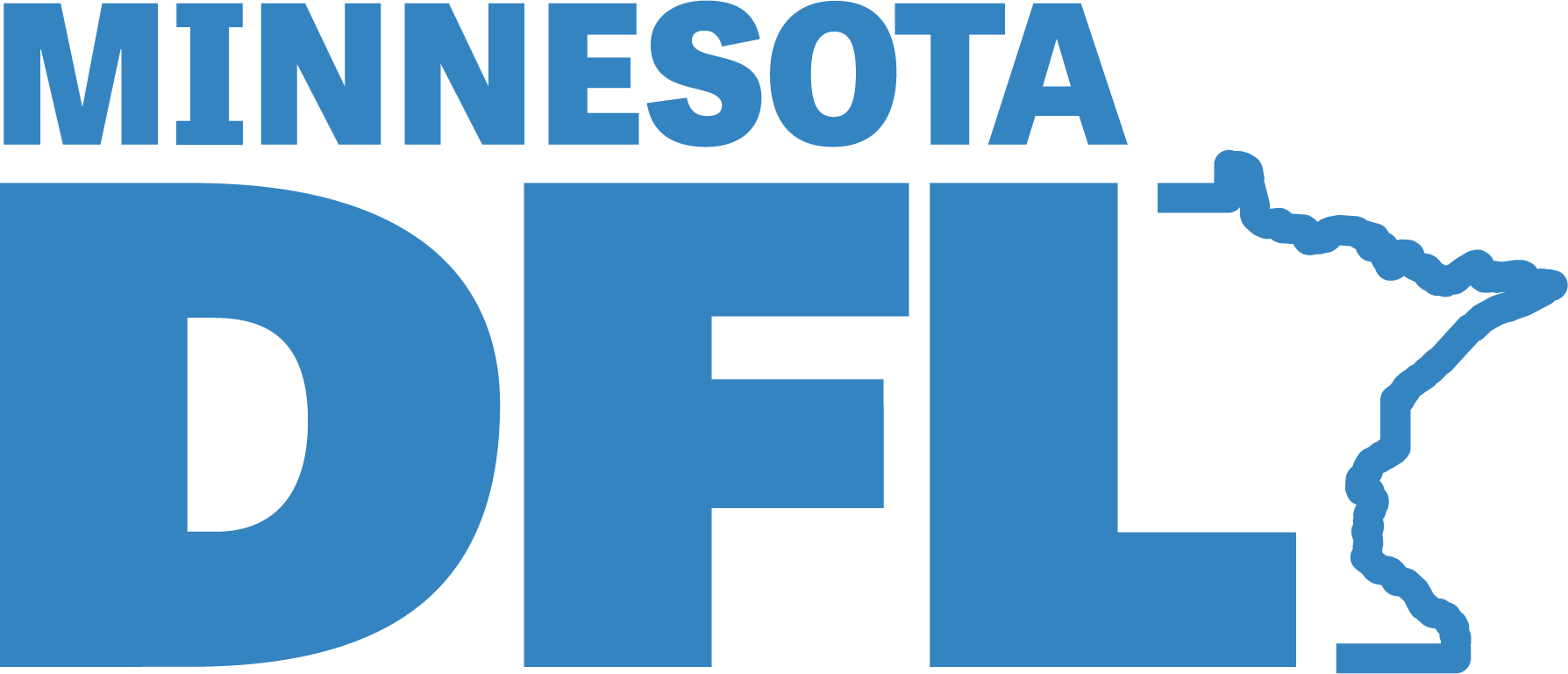
Partijlogo

De Minnesota Democratic-Farmer-Labor Party (DFL) is een sociaalliberale politieke partij in de Amerikaanse staat Minnesota. Ze ontstond in 1944 door een fusie van de Democratische Partij van Minnesota met de sociaaldemocratische Minnesota Farmer-Labor Party. De partij geldt als de lokale tak van de Democratische Partij. De partij levert de twee senatoren uit Minnesota, vijf vertegenwoordigers in het Huis van Afgevaardigden en verschillende ambtsbekleders in de overheid van Minnesota, waaronder de gouverneur.